# Euseius multimicropilis
Euseius multimicropilis är en spindeldjursart som beskrevs av De Leon 1967. Euseius multimicropilis ingår i släktet Euseius och familjen Phytoseiidae. Inga underarter finns listade i Catalogue of Life.